# Joleon Lescott
Joleon Patrick Lescott (Birmingham, 16 agosto 1982) è un allenatore di calcio ed ex calciatore inglese, di ruolo difensore, assistente tecnico della nazionale inglese.

## Biografia
Crebbe nel sobborgo di Quinton, dove frequentò la Four Dwellings High School. All'età di 5 anni, Lescott fu investito da un'auto, procurandosi una grave ferita alla testa; l'episodio gli ha lasciato una vistosa cicatrice sulla fronte.
Ha un fratello maggiore, Aaron Lescott, ex calciatore ritiratosi nel 2013. È un tifoso dell'Aston Villa fin da bambino.

## Caratteristiche tecniche
Il suo ruolo naturale è quello di difensore centrale, ma all'occorrenza viene schierato come terzino sinistro. Dotato di buona leadership, era un giocatore pulito e abile nel comandare la difesa grazie al suo focus e alla sua capacità nel leggere le trame di gioco degli avversari. Anche grazie alla sua stazza sa farsi valere sia nei duelli fisici che nel gioco aereo.
La sua carriera è stata condizionata dagli infortuni.

## Carriera

### Club
Si è formato nell'accademia del Wolverhampton, che è anche la squadra con cui ha debuttato, nel 2000. Beniamino dei tifosi, fu subito nominato miglior giovane dell'anno per due anni consecutivi. Dal 2002 al 2006 è stato regolarmente in prima squadra e ha giocato quasi tutte le partite del campionato. Nel 2003 il Wolverhampton è stato promosso in Premier League, ma un infortunio ha tenuto Joleon fuori dai campi per tutta la stagione. La squadra è poi retrocessa.
Si è trasferito all'Everton nell'agosto 2006 per 6.5 milioni di €
Il 24 agosto 2009 l'Everton ha annunciato sul proprio sito ufficiale di aver accettato definitivamente l'offerta di 27.5 milioni del Manchester City. Il 25 agosto 2009 Lescott ha firmato un contratto quinquennale con il club di Manchester.
Il 7 agosto 2011 segna il primo gol della stagione del Manchester City nel Community Shield (momentaneo 1-0) contro il Manchester United, ma alla fine sono i Red Devils ad aggiudicarsi il trofeo.
Dopo aver giocato nel West Bromwich nella stagione 2014-2015, il 1º settembre 2015 passa all'Aston Villa per 2 milioni di euro firmando un contratto biennale. Al termine della stagione, conclusasi con la retrocessione dell'Aston Villa in Championship, risolve il proprio contratto con il club.
Il 29 agosto 2016 firma un contratto biennale con l'AEK Atene. Qualche settimana dopo ha sofferto un infortunio al ginocchio in un incidente domestico che lo ha costretto a chiudere la sua stagione. Nonostante le insistenti richieste, Lescott ha scelto di rifiutare l'aiuto dei medici della squadra e di sostenere il percorso di riabilitazione in Inghilterra. A causa di questi contrasti, il 14 novembre ha rescisso consensualmente il suo contratto con l'AEK.
Il 24 gennaio 2017 firma un contratto semestrale col Sunderland. Al termine della stagione rimane svincolato e si ritira.
A tre anni dal ritiro del calciatore, il 27 novembre 2020 il Racing Murcia, squadra spagnola di Torre-Pacheco, militante in Tercera División, ne annuncia l'ingaggio. Qualche giorno dopo Lescott smentisce il comunicato del club, affermando che la trattativa con il Racing Murcia è ancora in corso.

### Nazionale
Il 13 ottobre 2007 ha esordito con la nazionale maggiore contro l'Estonia.
Il suo primo gol in Nazionale l'ha messo a segno ad Euro 2012 nella partita d'esordio contro la Francia, finita poi 1-1.

## Statistiche

### Presenze e reti nei club
Statistiche aggiornate all'11 marzo 2021.
| Stagione               | Squadra                | Campionato             | Campionato | Campionato | Coppe nazionali | Coppe nazionali | Coppe nazionali | Coppe continentali | Coppe continentali | Coppe continentali | Altre coppe | Altre coppe | Altre coppe | Totale | Totale |
| Stagione               | Squadra                | Comp                   | Pres       | Reti       | Comp            | Pres            | Reti            | Comp               | Pres               | Reti               | Comp        | Pres        | Reti        | Pres   | Reti   |
| ---------------------- | ---------------------- | ---------------------- | ---------- | ---------- | --------------- | --------------- | --------------- | ------------------ | ------------------ | ------------------ | ----------- | ----------- | ----------- | ------ | ------ |
| 2000-2001              | Wolverhampton          | FD                     | 37         | 2          | FACup+CdL       | 2+5             | 0               | -                  | -                  | -                  | -           | -           | -           | 44     | 2      |
| 2001-2002              | Wolverhampton          | FD                     | 44+2       | 5          | FACup+CdL       | 0               | 0               | -                  | -                  | -                  | -           | -           | -           | 46     | 5      |
| 2002-2003              | Wolverhampton          | FD                     | 44+3       | 1          | FACup+CdL       | 4+1             | 0               | -                  | -                  | -                  | -           | -           | -           | 52     | 1      |
| 2003-2004              | Wolverhampton          | PL                     | 0          | 0          | FACup+CdL       | 0               | 0               | -                  | -                  | -                  | -           | -           | -           | 0      | 0      |
| 2004-2005              | Wolverhampton          | FLC                    | 41         | 4          | FACup+CdL       | 2+0             | 0               | -                  | -                  | -                  | -           | -           | -           | 43     | 4      |
| 2005-2006              | Wolverhampton          | FLC                    | 46         | 1          | FACup+CdL       | 2+2             | 0               | -                  | -                  | -                  | -           | -           | -           | 50     | 1      |
| Totale Wolverhampton   | Totale Wolverhampton   | Totale Wolverhampton   | 212+5      | 13         |                 | 18              | 0               |                    | -                  | -                  |             | -           | -           | 235    | 13     |
| 2006-2007              | Everton                | PL                     | 38         | 2          | FACup+CdL       | 1+2             | 0               | -                  | -                  | -                  | -           | -           | -           | 41     | 2      |
| 2007-2008              | Everton                | PL                     | 38         | 8          | FACup+CdL       | 1+5             | 0               | CU                 | 10                 | 2                  | -           | -           | -           | 54     | 10     |
| 2008-2009              | Everton                | PL                     | 36         | 4          | FACup+CdL       | 7+1             | 1+0             | CU                 | 2                  | 0                  | -           | -           | -           | 46     | 5      |
| ago. 2009              | Everton                | PL                     | 1          | 0          | FACup+CdL       | -               | -               | -                  | -                  | -                  | -           | -           | -           | 1      | 0      |
| Totale Everton         | Totale Everton         | Totale Everton         | 113        | 14         |                 | 17              | 1               |                    | 12                 | 2                  |             | -           | -           | 142    | 17     |
| ago. 2009-2010         | Manchester City        | PL                     | 18         | 1          | FACup+CdL       | 2+4             | 0+1             | -                  | -                  | -                  | -           | -           | -           | 24     | 2      |
| 2010-2011              | Manchester City        | PL                     | 22         | 3          | FACup+CdL       | 8+0             | 0               | UEL                | 7                  | 0                  | -           | -           | -           | 37     | 3      |
| 2011-2012              | Manchester City        | PL                     | 31         | 2          | FACup+CdL       | 1+2             | 0               | UCL+UEL            | 4+3                | 0                  | CS          | 1           | 1           | 42     | 3      |
| 2012-2013              | Manchester City        | PL                     | 26         | 1          | FACup+CdL       | 4+1             | 0               | UCL                | 2                  | 0                  | CS          | 0           | 0           | 33     | 1      |
| 2013-2014              | Manchester City        | PL                     | 10         | 0          | FACup+CdL       | 5+5             | 0               | UCL                | 4                  | 0                  | -           | -           | -           | 24     | 0      |
| Totale Manchester City | Totale Manchester City | Totale Manchester City | 107        | 7          |                 | 32              | 1               |                    | 20                 | 0                  |             | 1           | 1           | 160    | 9      |
| 2014-2015              | West Bromwich          | PL                     | 34         | 1          | FACup+CdL       | 3+0             | 0               | -                  | -                  | -                  | -           | -           | -           | 37     | 1      |
| ago. 2015              | West Bromwich          | PL                     | 2          | 0          | FACup+CdL       | 0+0             | 0               | -                  | -                  | -                  | -           | -           | -           | 2      | 0      |
| Totale West Bromwich   | Totale West Bromwich   | Totale West Bromwich   | 36         | 1          |                 | 3               | 0               |                    | -                  | -                  |             | -           | -           | 39     | 1      |
| ago. 2015-2016         | Aston Villa            | PL                     | 30         | 2          | FACup+CdL       | 0+1             | 0               | -                  | -                  | -                  | -           | -           | -           | 31     | 2      |
| ago.-nov. 2016         | AEK Atene              | SL                     | 4          | 0          | CG              | 0               | 0               | UEL                | 0                  | 0                  | -           | -           | -           | 4      | 0      |
| gen.-giu. 2017         | Sunderland             | PL                     | 2          | 0          | FACup+CdL       | 0+0             | 0               | -                  | -                  | -                  | -           | -           | -           | 2      | 0      |
| nov.-dic. 2020         | Racing Murcia          | TD                     | 0          | 0          | CR              | 0               | 0               |                    | -                  | -                  | -           | -           | -           | 0      | 0      |
| Totale carriera        | Totale carriera        | Totale carriera        | 493+5      | 37         |                 | 73              | 2               |                    | 32                 | 2                  |             | 1           | 1           | 604    | 42     |

### Cronologia presenze e reti in Nazionale
| Cronologia completa delle presenze e delle reti in nazionale ― Inghilterra | Cronologia completa delle presenze e delle reti in nazionale ― Inghilterra | Cronologia completa delle presenze e delle reti in nazionale ― Inghilterra | Cronologia completa delle presenze e delle reti in nazionale ― Inghilterra | Cronologia completa delle presenze e delle reti in nazionale ― Inghilterra | Cronologia completa delle presenze e delle reti in nazionale ― Inghilterra | Cronologia completa delle presenze e delle reti in nazionale ― Inghilterra | Cronologia completa delle presenze e delle reti in nazionale ― Inghilterra |
| Data                                                                       | Città                                                                      | In casa                                                                    | Risultato                                                                  | Ospiti                                                                     | Competizione                                                               | Reti                                                                       | Note                                                                       |
| -------------------------------------------------------------------------- | -------------------------------------------------------------------------- | -------------------------------------------------------------------------- | -------------------------------------------------------------------------- | -------------------------------------------------------------------------- | -------------------------------------------------------------------------- | -------------------------------------------------------------------------- | -------------------------------------------------------------------------- |
| 13-10-2007                                                                 | Londra                                                                     | Inghilterra                                                                | 3 – 0                                                                      | Estonia                                                                    | Qual. Euro 2008                                                            | -                                                                          | 46’                                                                        |
| 17-10-2007                                                                 | Mosca                                                                      | Russia                                                                     | 2 – 1                                                                      | Inghilterra                                                                | Qual. Euro 2008                                                            | -                                                                          | 79’                                                                        |
| 16-11-2007                                                                 | Vienna                                                                     | Austria                                                                    | 0 – 1                                                                      | Inghilterra                                                                | Amichevole                                                                 | -                                                                          |                                                                            |
| 21-11-2007                                                                 | Londra                                                                     | Inghilterra                                                                | 2 – 3                                                                      | Croazia                                                                    | Qual. Euro 2008                                                            | -                                                                          |                                                                            |
| 26-3-2008                                                                  | Saint-Denis                                                                | Francia                                                                    | 1 – 0                                                                      | Inghilterra                                                                | Amichevole                                                                 | -                                                                          | 46’                                                                        |
| 6-9-2008                                                                   | Barcellona                                                                 | Andorra                                                                    | 0 – 2                                                                      | Inghilterra                                                                | Qual. Mondiali 2010                                                        | -                                                                          |                                                                            |
| 10-6-2009                                                                  | Londra                                                                     | Inghilterra                                                                | 6 – 0                                                                      | Andorra                                                                    | Qual. Mondiali 2010                                                        | -                                                                          |                                                                            |
| 5-9-2009                                                                   | Londra                                                                     | Inghilterra                                                                | 2 – 1                                                                      | Slovenia                                                                   | Amichevole                                                                 | -                                                                          | 64’                                                                        |
| 14-11-2009                                                                 | Doha                                                                       | Brasile                                                                    | 1 – 0                                                                      | Inghilterra                                                                | Amichevole                                                                 | -                                                                          |                                                                            |
| 7-9-2010                                                                   | Basilea                                                                    | Svizzera                                                                   | 1 – 3                                                                      | Inghilterra                                                                | Qual. Euro 2012                                                            | -                                                                          |                                                                            |
| 12-10-2010                                                                 | Londra                                                                     | Inghilterra                                                                | 0 – 0                                                                      | Montenegro                                                                 | Qual. Euro 2012                                                            | -                                                                          |                                                                            |
| 17-11-2010                                                                 | Londra                                                                     | Inghilterra                                                                | 1 – 2                                                                      | Francia                                                                    | Amichevole                                                                 | -                                                                          |                                                                            |
| 29-3-2011                                                                  | Londra                                                                     | Inghilterra                                                                | 1 – 1                                                                      | Ghana                                                                      | Amichevole                                                                 | -                                                                          | 46’                                                                        |
| 12-11-2011                                                                 | Londra                                                                     | Inghilterra                                                                | 1 – 0                                                                      | Spagna                                                                     | Amichevole                                                                 | -                                                                          |                                                                            |
| 26-5-2012                                                                  | Oslo                                                                       | Norvegia                                                                   | 0 – 1                                                                      | Inghilterra                                                                | Amichevole                                                                 | -                                                                          |                                                                            |
| 2-6-2012                                                                   | Londra                                                                     | Inghilterra                                                                | 1 – 0                                                                      | Belgio                                                                     | Amichevole                                                                 | -                                                                          | 19’                                                                        |
| 11-6-2012                                                                  | Donec'k                                                                    | Francia                                                                    | 1 – 1                                                                      | Inghilterra                                                                | Euro 2012 - 1º turno                                                       | 1                                                                          |                                                                            |
| 15-6-2012                                                                  | Kiev                                                                       | Svezia                                                                     | 2 – 3                                                                      | Inghilterra                                                                | Euro 2012 - 1º turno                                                       | -                                                                          |                                                                            |
| 19-6-2012                                                                  | Donec'k                                                                    | Inghilterra                                                                | 1 – 0                                                                      | Ucraina                                                                    | Euro 2012 - 1º turno                                                       | -                                                                          |                                                                            |
| 24-6-2012                                                                  | Kiev                                                                       | Inghilterra                                                                | 0 – 0 dts (2 – 4 dtr)                                                      | Italia                                                                     | Euro 2012 - Quarti di finale                                               | -                                                                          |                                                                            |
| 15-8-2012                                                                  | Berna                                                                      | Italia                                                                     | 1 – 2                                                                      | Inghilterra                                                                | Amichevole                                                                 | -                                                                          | 61’                                                                        |
| 7-9-2012                                                                   | Chișinău                                                                   | Moldavia                                                                   | 0 – 5                                                                      | Inghilterra                                                                | Qual. Mondiali 2014                                                        | -                                                                          |                                                                            |
| 11-9-2012                                                                  | Londra                                                                     | Inghilterra                                                                | 1 – 1                                                                      | Ucraina                                                                    | Qual. Mondiali 2014                                                        | -                                                                          | 70’                                                                        |
| 17-10-2012                                                                 | Varsavia                                                                   | Polonia                                                                    | 1 – 1                                                                      | Inghilterra                                                                | Qual. Mondiali 2014                                                        | -                                                                          |                                                                            |
| 22-3-2013                                                                  | Serravalle                                                                 | San Marino                                                                 | 0 – 8                                                                      | Inghilterra                                                                | Qual. Mondiali 2014                                                        | -                                                                          |                                                                            |
| 26-3-2013                                                                  | Podgorica                                                                  | Montenegro                                                                 | 1 – 1                                                                      | Inghilterra                                                                | Qual. Mondiali 2014                                                        | -                                                                          |                                                                            |
| Totale                                                                     |                                                                            | Presenze                                                                   | 26                                                                         |                                                                            | Reti                                                                       | 1                                                                          |                                                                            |

## Palmarès

### Club

#### Competizioni nazionali
- Coppa d'Inghilterra: 1

Manchester City: 2010-2011
- Campionato inglese: 2

Manchester City: 2011-2012, 2013-2014
- Community Shield: 1

Manchester City: 2012
- Coppa di Lega inglese: 1

Manchester City: 2013-2014